# Batalla de Nankín
La batalla de Nankín (en chino tradicional: 南京保衛戰, en chino simplificado: 南京保卫战) inició con la caída de Shanghái el 9 de octubre de 1937 y terminó con la caída de la entonces capital china, Nankín, en diciembre del mismo año. Después de esta derrota, el gobierno de la República de China tuvo que huir a la remota Chongqing hasta el final de la guerra, en 1945. Las victoriosas tropas del Ejército Imperial Japonés se entregaron entonces a una orgía de violaciones y asesinatos conocida como la Masacre de Nankín.

## Enfrentamientos
El General Tang Shengzhi había recibido la tarea de mantener Nankín mientras el grueso de las fuerzas chinas se retiraban hacia el interior, justo después de la batalla de Shanghái. El General Tang anunció públicamente sus intenciones de no rendir la ciudad y caer junto a ella. Para la defensa se bloquearon las carreteras, se destruyeron varios botes y arrasaron villas enteras, con el objetivo de destruir cualquier posible ayuda al invasor, no obstante, con estas medidas muchos civiles quedaron atrapados en la ciudad. Con la llegada de tropas aterrorizadas chinas desde Shanghái acabó con la ya de por sí baja moral china, y los intentos de deserción se multiplicaron. Después de participar por tres meses en la última batalla, tanto el Generalísimo Chiang Kai-shek como el General Chen Cheng estuvieron de acuerdo en que las tropas élite, entrenadas por alemanes, estaban exhaustas, por lo que para evitar su total aniquilación, debían ser retiradas. 
El General Tang Shengzhi reunió a 100 000 soldados, aunque la mayoría nunca había recibido entrenamiento militar. Además, colocó dos divisiones, la 35.ª y la 72.ª, a resguardar el puerto de Nankín, con el objetivo de evitar el escape general de la población. No obstante, el gobierno nacionalista chino abandonó Nankín el 1 de diciembre, y Chiang Kai-shek se fue el 7 de diciembre a Wuhan. 
Afortunadamente, en Nankín quedó una Comisión Internacional liderada por el alemán John Rabe, que resguardaría a casi 200 000 civiles en la zona de seguridad internacional de Nankín durante la masacre próxima.
El 9 de diciembre, después de haber rodeado la ciudad y haber solicitado la rendición china, el teniente general Asaka Yasuhiko ordenó un asalto general contra Nankín. La baja moral china obligó a los oficiales chinos a ordenar una retirada detrás del Yangtsé la noche del 12 de diciembre, no obstante, sus soldados ya estaban retrocediendo desde el inicio del asalto japonés. Muchas órdenes contradictorias se alzaron, y el caos que siguió imposibilitó una retirada ordenada.
El 13 de diciembre, las divisiones 6.ª y 114.ª japonesas entraron a la ciudad. Simultáneamente, las divisiones 9.ª y 16.ª entraron desde otros puntos. Esa misma tarde, dos navíos japoneses desembarcaron tropas en ambas orillas del Yangtsé. Debido a la mal coordinada resistencia china, Nankín cayó esa noche.

## Consecuencias
Durante las siguientes seis semanas tuvo lugar la masacre de Nankín.
El propio General Tang Shengzhi quedó atrapado en las etapas iniciales de la masacre, no obstante, de manera milagrosa, pasó desapercibido entre las líneas enemigas y escapó por los puertos.
El avance japonés llegó a Xuzhou y Wuhan, que cayeron rápidamente. En un intento desesperado de detener a los japoneses, Chiang Kai-shek ordenó destruir varios diques en el río Amarillo, ahogando a miles de sus compatriotas.
- Datos: Q701180
- Multimedia: Battle of Nanking / Q701180